# Rorippa stenophylla
Rorippa stenophylla är en korsblommig växtart som beskrevs av Vincze von Borbás och Carl Fredrik Nyman. Rorippa stenophylla ingår i släktet fränen, och familjen korsblommiga växter. Inga underarter finns listade i Catalogue of Life.